# Miniac-sous-Bécherel
Miniac-sous-Bécherel è un comune francese di 701 abitanti situato nel dipartimento dell'Ille-et-Vilaine nella regione della Bretagna.

## Società

### Evoluzione demografica
Abitanti censiti